# MIHARU
MIHARU（みはる、1985年2月8日 - ）は、日本のAV女優。宮城県出身。

## 作品

### アダルトビデオ
2004年
- 初撮 MISAKI (2月20日、メディアバンク）
- まるごと MISAKI(3月26日、メディアバンク）
- 「強淫凌辱8」 MISAKI（2枚組）（9月17日、 プレステージ）
- 競泳水着 水中中出しレッスン (10月7日、アイエナジー)

2005年
- 清楚な素人お姉さん役代行ナンパ？で、やられた素人男達(1月20日、 ブリット）
- きれいなお姉さんのワキ[脇]  (2月17日、ディープス）
- タクシー運転手に聞いたワイセツ情事(5月25日、ホットエンターテイメント)
- 筆下ろし最高峰 3(6月20日、ホットエンターテイメント)
- キャバクラ嬢をこのようにしてアフターに誘いこみヤリまくったぜ最高 2(7月25日、ホットエンターテイメント)
- レズラレ/NOZOMI×MIHARU CHAKUERO LESBIA (10月28日、イーネット・フロンティア）
- 東京インモラル (11月17日、 桃太郎映像出版）
- 東京交尾天国 act.13 MISAKI登場 (12月16日、無敵屋）

2006年
- 40人輪姦中出し (1月25日、ダスッ!)
- ザー

2007年
- TOP OF THE HIPS(12月1日、無敵屋）
- 雪村春樹全集 5 (12月14日、スマイリー）

2008年
- 人妻の下着汁(12月12日、スマイリー）

2009年
- 好色縄話 接吻 (1月23日、スマイリー）
- 好色縄話 淫虫 (4月17日、スマイリー）